# Sutla
Sutla (słoweń. Sotla) – rzeka w Chorwacji i Słowenii, w zlewisku Morza Adriatyckiego. Lewy dopływ Sawy.
Rzeka ma około 91 km długości. Powierzchnia jej dorzecza wynosi 581 km² (451 km² w Słowenii). Niemal na całej swej długości stanowi granicę między Słowenią a Chorwacją.
Źródło Sutli znajduje się w Macelju w Słowenii.
W górnym swym biegu, do niewielkiego miasteczka Rogatec (Słowenia) kieruje się na południe, a za tą miejscowością przybiera kierunek zachodni. W środkowym biegu, w rejonie wsi Zagorska Sela (Chorwacja) i Podčetrtek powstała strefa turystyczna "Sutla - dolina źródeł zdrowia". W chorwackiej wsi Kumrovec, gdzie urodził się Josip Broz Tito, na brzegu Sutli, jest muzeum etnograficzne na świeżym powietrzu, w którym zachowały się wiejskie domy z przełomu XIX i XX wieku.
Sutla uchodzi do Sawy w pobliżu miejscowości Ključ Brdovečki. 
Na rzece, we wsi Zelenjak, dokonywane są pomiary hydrologiczne stanu wody przez Chorwacki Instytut Meteorologii i Gospodarki Wodnej.